# Al-Rayyan Sports Club

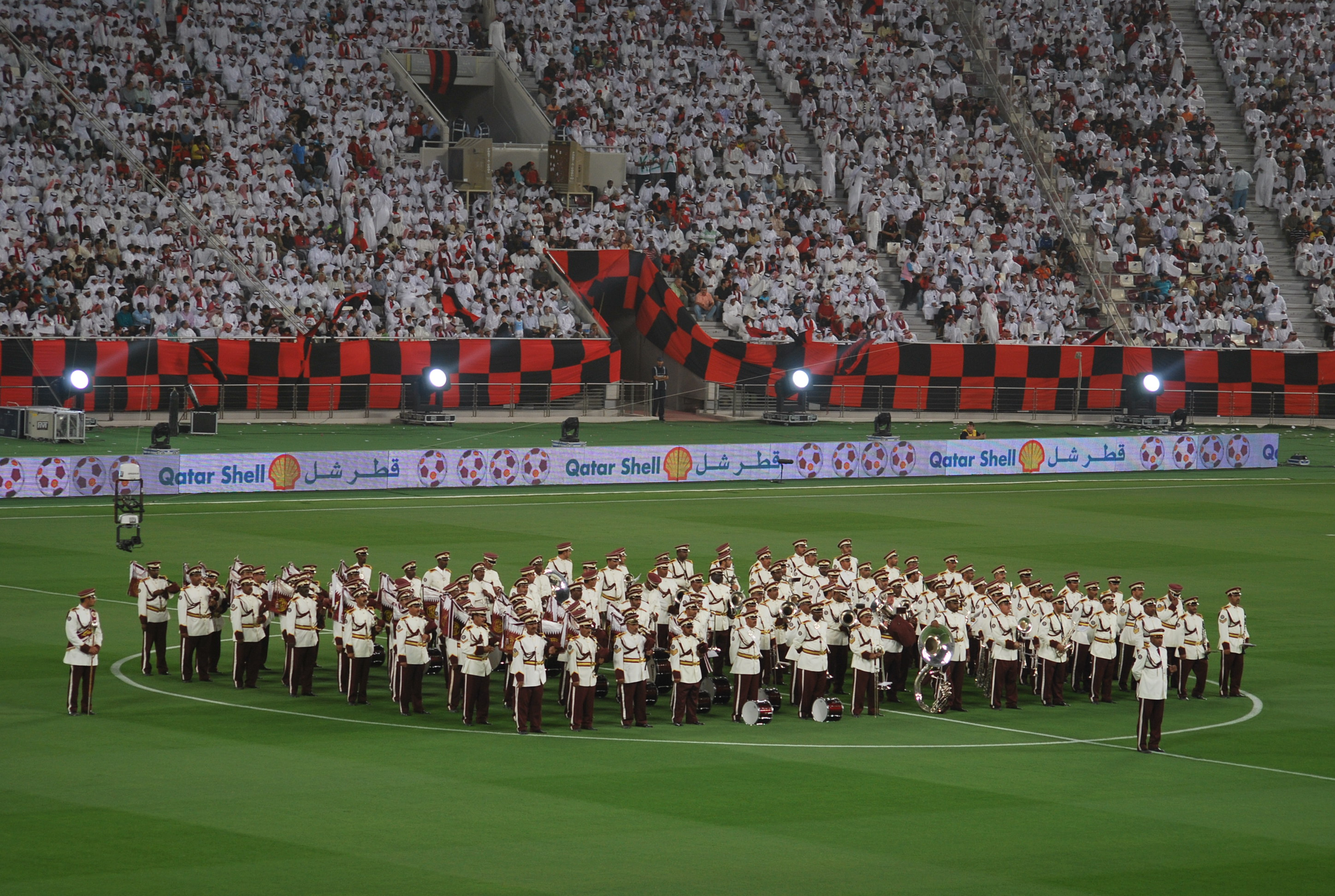
Aficionados de Al Rayyan en la final de la Copa del Emir de Catar.

Al-Rayyan Sports Club (en árabe: نادي الريان الرياضي‎) es un club polideportivo profesional de la ciudad de Rayán, Catar. Actualmente el Club de Fútbol milita en la Liga de fútbol de Catar máximo nivel de la Liga de fútbol de Catar. Su estadio es el Áhmad bin Ali. El club fue fundado en 1967 tras la unión entre el Rayyan con el Nusoor Club. Los colores que caracteriza al equipo son el rojo y negro.
El equipo ha ganado numerosos títulos en todos los deportes en los que está, incluido el título continental y árabe en baloncesto, el campeonato árabe de balonmano, varios títulos domésticos en fútbol sala, tenis de mesa y voleibol. Sus representativos de baloncesto y balonmano han clasificado a torneos mundiales, pero es más reconocido por su equipo de fútbol, el cual es el que tiene más aficionados en Catar.
Fue fundado en el año 1967 con el anuncio de que el comité de deportes de Al-Rayyan se fusionara con el Nusoor, teniendo su primera temporada en la Liga de Catar en 1972/73.

## Uniforme
- Uniforme titular: Camiseta roja con mangas negras, pantalón y medias negras, números dorados y detalles blancos.
- Uniforme alternativo: Todo el uniforme blanco.

## Personal Administrativo
| Personal Administrativo   | Personal Administrativo                           | Personal Administrativo              | Personal Administrativo                        |
| ------------------------- | ------------------------------------------------- | ------------------------------------ | ---------------------------------------------- |
| Director Técnico:         | Artur Jorge                                       | Presidente:                          | Sheikh Ali bin Saud bin Ahmed bin Ali Al Thani |
| Vicepresidente:           | Ali Mohammed Al-Naimi                             | Secretario General:                  | Ali Salem Afaifa                               |
| Asistente del Secretario: | Sheikh Khalid bin Hassan Al Thani                 | Tesorero:                            | Mohammad Ali Hobash                            |
| Mesa Directiva:           | Husayn ibn Said Sheikh Khalid bin Hassan Al Thani | Director de Comunicación y Mercadeo: | Ali Atiq Al-Abdallah                           |

## Entrenadores
- Salem Asfour (1973–??)
- Saleh Youssef (1976–??)
- Abdul Moneim Al Haj (1981–83)
- Vavá (1984–85)
- Wayne Jones (1985)
- Colin Dobson (1985–87)
- Alan Dicks (1989–90)
- René Simões (1990–91)
- Luis Alberto (1991–92)
- René Simões (1992–93)
- Cabralzinho (1993–94)
- Jørgen E. Larsen (1994–95)
- Benny Johansen (1995–97)
- Antoni Piechniczek (1997)
- Zdzisław Podedworny (1997–98)
- Roald Poulsen (1998–99)
- Jørgen E. Larsen (1999–00)
- Paulo Campos (2000–01)
- Paulo Henrique (2001–02)
- Jean Castaneda (2002–04)
- Jørgen E. Larsen (2004–05)
- Luis Fernández (2005)[7][8]
- Ladislas Lozano (2005-2006)
- Pierre Lechantre (2006-2007)
- Paulo Autuori (mayo de 2007-mayo de 2009)
- Marcos Paquetá (julio de 2009-noviembre de 2009)[9][10]
- Paulo Autuori (noviembre de 2009-junio de 2011)
- Diego Aguirre (junio de 2011–noviembre de 2013)[11]
- Manolo Jiménez (noviembre de 2013-mayo de 2015)[12]
- Jorge Fossati (mayo de 2015–octubre de 2016)
- Michael Laudrup (octubre de 2016-junio de 2018)[13][14]
- Rodolfo Arruabarrena (junio de 2018–octubre de 2018)[15]
- Bülent Uygun (octubre de 2018-marzo de 2019)[16][17]
- Diego Aguirre (mayo de 2019-noviembre de 2020)[18][19]
- Laurent Blanc (diciembre de 2020-febrero de 2022)[20]
- Nicolás Córdova (febrero de 2022-junio de 2023)
- Leonardo Jardim (julio de 2023-junio de 2024)
- Poya Asbaghi (julio de 2024-septiembre de 2024)
- Younes Ali (septiembre de 2024-enero de 2025)
- Artur Jorge (enero de 2025-)

## Palmarés

#### Torneos Nacionales (23)
| Competición Nacional                    | Títulos                                                                 | Subtítulos |
| --------------------------------------- | ----------------------------------------------------------------------- | ---------- |
| Liga de fútbol de Catar (8)             | 1975-76, 1977-78, 1981-82, 1983-84, 1985-86, 1989-90, 1994-95, 2015-16. |            |
| Copa del Emir de Catar (6)              | 1999, 2004, 2006, 2010, 2011, 2013.                                     |            |
| Copa Príncipe de la Corona de Catar (4) | 1995, 1996, 2001, 2012.                                                 |            |
| Sheikh Jassem Cup (5)                   | 1992, 2000, 2012, 2013, 2018.                                           |            |

## Estadísticas en competiciones internacionales

### Por competencia
| Torneo                                   | TJ | PJ | PG | PE | PP | GF  | GC  | DG  | Puntos |
| ---------------------------------------- | -- | -- | -- | -- | -- | --- | --- | --- | ------ |
| Liga de Campeones de la AFC (desde 1964) | 15 | 82 | 23 | 15 | 44 | 106 | 151 | -45 | 84     |
| Recopa de la AFC                         | 1  | 4  | 2  | 0  | 2  | 6   | 8   | -2  | 6      |
| Copa AFC                                 | 1  | 7  | 5  | 1  | 1  | 17  | 8   | +9  | 16     |
| Total                                    | 17 | 93 | 30 | 16 | 47 | 129 | 167 | -38 | 106    |

### Participaciones internacionales
| Competencia                      | Ediciones                                                                                      |
| -------------------------------- | ---------------------------------------------------------------------------------------------- |
| Liga de Campeones de la AFC (15) | 1991, 1996-97, 1997-98, 2005, 2007, 2011, 2012, 2013, 2014, 2017, 2018, 2019, 2020, 2021, 2022 |
| Recopa de la AFC (1)             | 1999-2000,                                                                                     |
| Copa AFC (1)                     | 2010.                                                                                          |